# ジョージ・A・ロメロ
ジョージ・アンドリュー・ロメロ（George Andrew Romero、1940年2月4日 - 2017年7月16日）は、アメリカ合衆国の映画監督。脚本家、編集者、俳優、作曲家でもある。ニューヨーク市出身。父親はキューバ系、母親はリトアニア系。ゾンビ映画の第一人者。ホラー映画の巨匠、カルト映画の鬼才として知られる。

## 人物
幼少時からの映画好きで『ホフマン物語』（1952年製作のイギリスのオペラ映画。動きには大幅にバレエが導入されている）に感銘を受け、映画制作の夢を志す。ベラ・ルゴシ主演の古典的名作『魔人ドラキュラ』（1931年）、ボリス・カーロフ主演『フランケンシュタイン』（1931年）なども非常に好きだったようで、それが後年のゾンビものなどのキャラクターの設定やホラー映画製作にも大きな影響を与えた。その映画好きが高じ、1954年にはロメロが中学生の時に父親から買ってもらった8ミリカメラで『The Man from the Meter』という8ミリ映画を製作するが、その撮影の際には迫力を出そうと火を点けた人形をビルの屋上から落として警察に大目玉を喰らったという逸話を、インタビューで語っている。
高校卒業前の最後の夏休みになる1959年、アルフレッド・ヒッチコック監督のサスペンス映画の傑作『北北西に進路を取れ』の撮影にゴーファー（使い走り）スタッフとして参加し、効率性を重視するハリウッド流の映画製作に疑問を抱くようになる。ロメロはそこで映画製作の基礎を学んだ。
カーネギー・メロン大学卒業後、地元ピッツバーグで1963年に友人と共に映像製作会社「ラテント・イメージ」を設立し、主にCMや産業用フィルムの製作や監督を手がける。しかし、劇場用映画製作の夢を捨てがたく、会社勤めの傍ら友人のジョン・A・ルッソやラッセル・ストライナーら有志らと資金を出し合い、週末などを利用して映画製作を決意する。物語は兼ねてよりリチャード・マシスン原作のSFサスペンス小説『アイ・アム・レジェンド』に感銘を受けていたロメロがその作品をヒントとして、1968年に『ナイト・オブ・ザ・リビングデッド』を製作。後にドライブインシアターやテレビの深夜放送でカルト的人気を得る。
1973年には、製作者リチャード・P・ルービンスタインと出会い、ローレル・グループ・プロダクションを設立する。同社製作の現代吸血鬼もの『マーティン/呪われた吸血少年』（1977年）がヨーロッパで話題を呼ぶ。『ナイト・オブ・ザ・リビングデッド』を観てロメロの才能に気付いたイタリアンホラーの監督ダリオ・アルジェントが共同出資を申し出て、1978年に『ゾンビ』（原題：Dawn of the Dead）を完成させる。代表作となったこの映画は150万ドルという低予算ながら、世界中で大ヒットした。その後、ロメロは単なるホラー映画監督の殻からの脱皮を図るべく他ジャンルの作品に意欲を示し、社会派ドラマやラブ・ストーリーなども監督している。
1982年には、盟友スティーブン・キングの脚本で『クリープショー』の製作を皮切りに、再びホラー映画を監督するようになった。『ゾンビ』は2004年にリメイクされ、『ドーン・オブ・ザ・デッド』（監督：ザック・スナイダー、原題は1978年版と同じ）の邦題で公開された。そして、1985年の『死霊のえじき』以来20年ぶりの2005年には、デニス・ホッパーやアーシア・アルジェントら有名映画スターを起用しての久々のゾンビ映画『ランド・オブ・ザ・デッド』を監督。ロメロの生み出したホラー映画は世界中のゲームや映画などの映像クリエーターらに、現在でも多くの影響を与え続けている。また、『マーティン』や『ゾンビ』や『ダイアリー・オブ・ザ・デッド』では俳優として出演しているほか、ジョナサン・デミ監督からの熱烈なオファーにより『羊たちの沈黙』（1991年）ではFBI捜査官役で出演している。ゲーム版のテレビCMをロメロが監督していた縁で、日本のホラーゲーム『バイオハザード』の映画版の監督にオファーされるが、製作段階で製作サイドと衝突して降板し、『ランド・オブ・ザ・デッド』に全力を注いだ。
ハリウッドとの関連については、初サイコスリラー『モンキー・シャイン』や『ダーク・ハーフ』をメジャー・スタジオで監督して『The Mummy』に抜擢されるが、こちらもメジャー・スタジオの製作方式とロメロの作風が相容れず、実現せずに終わった。なお、『The Mummy』は後にスティーヴン・ソマーズ監督により『ハムナプトラ/失われた砂漠の都』として製作された。
映画『ダイアリー・オブ・ザ・デッド』（2007年）や『サバイバル・オブ・ザ・デッド』（2009年）を経て2010年に発売されたFPSゲーム『コール オブ デューティ ブラックオプス』におけるゾンビモード追加コンテンツのステージ「Call of the dead」（コール・オブ・ザ・デッド）では、ロメロ自身がゾンビとなって出現する。
クリスティーン・フォレストと離婚後、2011年に『ランド・オブ・ザ・デッド』の撮影で出会ったスザンヌ・デスロチャーと再婚。
2009年にカナダ国籍を取得し、住みなれたピッツバーグを離れ、トロントへ移り住んだ。
2017年7月16日日曜日、肺がんにより睡眠中に死去。77歳没。

## 監督作品
- ナイト・オブ・ザ・リビングデッド Night of the Living Dead（1968）
- There's Always Vanilla（英語版） There's Always Vanilla / The Affair（1971）
- 悪魔の儀式（英語版） Hungry Wives / Jack's Wife / Season of the Witch（1972）
- アミューズメント・パーク The Amusement Park（1973）
- ザ・クレイジーズ 細菌兵器の恐怖 The Crazies / CODE NAME:TRIXIE / The Mad People（1973）
- O.Jシンプソン（英語版） O. J. Simpson: Juice on the Loose（1974）※ドキュメンタリー映画
- マーティン/呪われた吸血少年 Martin（1977）
- ゾンビ Dawn of the Dead（1978）
- ナイトライダーズ（英語版） Knightriders（1981）
- クリープショー Creepshow（1982）
- 死霊のえじき Day of the Dead（1985）
- モンキー・シャイン Monkey Shines（1988）
- マスターズ・オブ・ホラー/悪夢の狂宴 Due occhi diabolici（1990）※オムニバス映画
  - 第1話 「ヴァルドマー事件の真相」 The Facts in the Case of Mr. Valdmar
- ダーク・ハーフ The Dark Half（1993）
- バイオハザード2 BIOHAZARD 2 / Resident Evil 2（1998）※テレビCM
- URAMI〜怨み〜（英語版） Bruiser（2000）
- ランド・オブ・ザ・デッド Land of the Dead（2005）
- ダイアリー・オブ・ザ・デッド Diary of the Dead（2007）
- サバイバル・オブ・ザ・デッド Survival of the Dead（2009）

## 脚本
- フロム・ザ・ダークサイド Tales from the Darkside（1983–1988）※TVシリーズ「百万ドルの賭け」など ※製作総指揮兼任
- 新フロム・ザ・ダークサイド Tales from the Darkside（1985）※TVシリーズ「悪魔の代弁者」など
- クリープショー2/怨霊 Creepshow 2（1987）
- フロム・ザ・ダークサイド 3つの闇の物語 Tales from the Darkside: The Movie（1990）「恋人たちの誓い」
- ナイト・オブ・ザ・リビングデッド/死霊創世記 Night of the Living Dead（1990）※製作総指揮兼任
- クレイジーズ Crazies（2010）※製作総指揮兼任

## 小説
- 『ゾンビ』ジョージ A.ロメロ (著), スザンナ・スパロウ (著), 藤沢良寛 (翻訳) ABC出版 1994/10
- 『NIGHTS OF THE LIVING DEAD ナイツ・オブ・ザ・リビングデッド 死者の章／生者の章』 ジョナサン・メイベリー＆ジョージ A.ロメロ（編著） 竹書房(竹書房文庫) 2017
- 『The Living Dead』上下 ジョージ・A・ロメロ (著), ダニエル・クラウス (著), 阿部清美 (翻訳) u-next 2024.10

## 備考
デーモン・アルバーンによる覆面プロジェクトゴリラズのアルバム『Gorillaz』の楽曲「M1A1」には『死霊のえじき』の冒頭シーンがサンプリングされている。また、『ディーモン・デイズ』のオープニング曲「Intro」には『ゾンビ』のサウンドトラックがサンプリングされている。